# Saint-Loup (Loir i Cher)
Saint-Loup és un municipi francès, situat al departament del Loir i Cher i a la regió de Centre – Vall del Loira. L'any 2007 tenia 325 habitants.

## Demografia

### Població
El 2007 la població de fet de Saint-Loup era de 325 persones. Hi havia 141 famílies, de les quals 41 eren unipersonals (19 homes vivint sols i 22 dones vivint soles), 48 parelles sense fills, 37 parelles amb fills i 15 famílies monoparentals amb fills.
La població ha evolucionat segons el següent gràfic:
Habitants censats

### Habitatges
El 2007 hi havia 194 habitatges, 145 eren l'habitatge principal de la família, 31 eren segones residències i 18 estaven desocupats. 189 eren cases i 5 eren apartaments. Dels 145 habitatges principals, 97 estaven ocupats pels seus propietaris, 47 estaven llogats i ocupats pels llogaters i 1 estava cedit a títol gratuït; 2 tenien una cambra, 14 en tenien dues, 32 en tenien tres, 55 en tenien quatre i 43 en tenien cinc o més. 124 habitatges disposaven pel capbaix d'una plaça de pàrquing. A 55 habitatges hi havia un automòbil i a 73 n'hi havia dos o més.

### Piràmide de població
La piràmide de població per edats i sexe el 2009 era:
| Homes | Edats   | Dones |
| ----- | ------- | ----- |
| 0     | 95 o +  | 0     |
| 4     | 90 a 94 | 4     |
| 0     | 85 a 89 | 4     |
| 0     | 80 a 84 | 4     |
| 8     | 75 a 79 | 12    |
| 4     | 70 a 74 | 0     |
| 20    | 65 a 69 | 4     |
| 12    | 60 a 64 | 12    |
| 0     | 55 a 59 | 4     |
| 4     | 50 a 54 | 0     |
| 12    | 45 a 49 | 4     |
| 12    | 40 a 44 | 20    |
| 8     | 35 a 39 | 4     |
| 32    | 30 a 34 | 20    |
| 0     | 25 a 29 | 8     |
| 0     | 20 a 24 | 4     |
| 16    | 15 a 19 | 12    |
| 0     | 10 a 14 | 4     |
| 4     | 5 a 9   | 8     |
| 4     | 0 a 4   | 8     |

## Economia
El 2007 la població en edat de treballar era de 203 persones, 158 eren actives i 45 eren inactives. De les 158 persones actives 139 estaven ocupades (71 homes i 68 dones) i 19 estaven aturades (9 homes i 10 dones). De les 45 persones inactives 25 estaven jubilades, 7 estaven estudiant i 13 estaven classificades com a «altres inactius».

### Ingressos
El 2009 a Saint-Loup hi havia 151 unitats fiscals que integraven 341,5 persones, la mediana anual d'ingressos fiscals per persona era de 16.010 €.

### Activitats econòmiques
Dels 11 establiments que hi havia el 2007, 1 era d'una empresa extractiva, 6 d'empreses de construcció, 2 d'empreses de comerç i reparació d'automòbils, 1 d'una empresa immobiliària i 1 d'una empresa de serveis.
Dels 4 establiments de servei als particulars que hi havia el 2009, 1 era un paleta, 2 guixaires pintors i 1 lampisteria.
L'any 2000 a Saint-Loup hi havia 9 explotacions agrícoles.

## Equipaments sanitaris i escolars
El 2009 hi havia una escola elemental integrada dins d'un grup escolar amb les comunes properes formant una escola dispersa.

## Poblacions més properes
El següent diagrama mostra les poblacions més properes.